# Académie suisse des sciences naturelles
L' Académie suisse des sciences naturelles (SCNAT) est une association nationale suisse fondée en 1815,,, sous l'appellation initiale de Société helvétique des sciences naturelles. En allemand et italien (les autres langues officielles de la Suisse), le nom est respectivement Akademie der Naturwissenschaften Schweiz et Accademia svizzera di scienze naturali  .

## Activités
L'Académie suisse des sciences naturelles fait partie des Académies suisses des sciences et décerne chaque année le prix Schläfli, ainsi que le « prix Expo ». En 2015, le réseau SCNAT comptait plus de 35 000 experts répartis dans plus de 130 sociétés dans tous les cantons. 
Le président en 2021 est Philipp Moreillon.

## Membres d’honneur
Sont nommées membres d’honneur des personnes ayant apporté une contribution particulière aux sciences naturelles ou à la SCNAT.
- André Aeschlimann
- Werner Arber
- Peter Baccini
- Gerhard Beutler (de)
- Martine Jotterand
- Bruno Messerli
- Verena Meyer
- Claude Nicollier
- Hans Rudolf Ott
- Felicitas Pauss (de)
- Frederick Seitz
- Marcel Tanner (de)
- Heinz Wanner
- Ewald Weibel (de)
- Iris Zschokke (de)